# Leipziger Lehrerverein
Der Leipziger Lehrerverein war ein Zusammenschluss von Lehrern in Leipzig mit dem Ziel, die soziale Lage der Lehrer zu verbessern und die Qualität des Unterrichts durch pädagogischen Gedankenaustausch unter den Lehrern zu erhöhen. Der Verein bestand von 1846 bis 1933. 1990 erfolgte eine Neugründung.

## Geschichte
Anlässlich einer Gedenkfeier zum 100. Geburtstag von Johann Heinrich Pestalozzi (1746–1827) wurde durch den Einsatz des Direktors der Petrischule Johann Karl Christoph Vogel (1795–1862) am 12. Januar 1846 der Leipziger Lehrerverein gegründet. Im Gründungsjahr hatte der Verein 40 Mitglieder, 1913 waren es 5065.
Der Leipziger Lehrerverein kann als Start der Organisierung der deutschen Lehrerschaft angesehen werden, da auf seine Initiative im August 1848 der Allgemeine Sächsische Lehrerverein gegründet wurde, dem im September des gleichen Jahres der Allgemeine Deutsche Lehrerverein als Vorgänger des Deutschen Lehrervereins folgte.
Neben praktischen Aktivitäten, wie der Einrichtung von Sterbe- und Brandschutzversicherungskassen, hatte sich der Verein auch fortschrittliche schulpolitische Forderungen, wie die Erhöhung des Niveaus der Lehrerausbildung und der Aufwertung des Volksschulwesens auf seine Fahnen geschrieben.
Auf Vorschlag von Julius Beeger (1829–1899) gründete der Verein 1871 die Comenius-Bücherei, die sich zur größten deutschen pädagogischen Spezialbibliothek entwickelte. Dreizehn Jahre später wurde in der Kramerstraße (seit 1949 Ernst-Schneller-Straße) das erste Lehrervereinshaus Deutschlands eröffnet, das heute den Namen Beyerhaus trägt. Hier waren unter anderem Räume für die Kasse, das Archiv und vor allem für die schnell wachsende Comenius-Bücherei eingerichtet. Im Folgejahr entstanden auf dem Nachbargrundstück ein Saal und eine Gaststätte.
Bereits ab 1885 bildete der Verein Fachabteilungen, in denen Fachvorträge gehalten und methodische Fragen diskutiert wurden, so die Methodische Abteilung (1885), die Abteilung der französischen Sprache (1886), die  Naturwissenschaftliche Vereinigung (1887), die Abteilung für ästhetische Bildung (1889), die Abteilung für Jugendschutz (1905) und die Abteilung für Schulgesundheitspflege (1906). 1906 wurde auf Initiative des Lehrervereins das „Institut für experimentelle Pädagogik und Psychologie“ gegründet, das an Versuchsklassen in 24 Leipziger Schulen und einer Versuchsschule (54. Schule in Leipzig-Connewitz) die von Wilhelm Wundt (1832–1920) begründete eigenständige Bedeutung psychologischer Erscheinungen für die Pädagogik statistisch nachweisen und für diese nutzbar machen konnte. Das Schulbiologische Zentrum Leipzig geht auf eine Initiative des Leipziger Lehrervereins von 1892 zurück.
1906 griff die Naturwissenschaftliche Vereinigung des Leipziger Lehrervereins eine frühere Idee Emil Adolf Roßmäßlers (1806–1867) für ein naturkundliches Museum auf und gründete das Naturkundliche Heimatmuseum, heute Naturkundemuseum Leipzig. Ebenfalls 1906 gründete der Leipziger Lehrerverein ein eigenes experimentalpsychologisches Institut, das zunächst von Rudolf Schulze und dann von Max Brahn geleitet wurde. Das Institut befand sich im zweiten Stockwerk des Vereinshauses in der Kramerstraße 4.
Mit Machtantritt der Nationalsozialisten 1933 wurde die 1893 vom Mitglied des Leipziger Lehrervereins Ernst Beyer (1855–1927) gegründete Leipziger Lehrerzeitung wie der Verein selbst verboten. Zahlreiche Lehrer wurden entlassen oder zwangsversetzt. Das experimentalpsychologische Institut des LLV wurde ebenfalls geschlossen, jedoch noch am 19. Oktober 1933 unter der Leitung von Heinz Burckhardt als „Pädagogisch-psychologisches Institut der Kreisfachschaft Volksschule Leipzig“ wiedereröffnet. Die neue Institution war klar auf Inhalte der nationalsozialistischen Ideologie ausgerichtet; Mitglieder des alten psychologischen Instituts im LLV wie Richard Wetzel, Herbert Winkler oder Johannes Schlag hatten leitende Funktionen in diesem neuen Institut.
1990 wurde der Verein als Leipziger Lehrerverein e. V. Unabhängiger Verband der Lehrer und Erzieher neu gegründet. Er orientiert sich an den Zielen des Vereins von 1846 und tritt für die Wahrung und Förderung der Interessen des Lehrerstandes ein. Seinen Sitz hat er im Haus der Demokratie in der Bernhard-Göring-Straße 152.